# Eupelmus eustichus
Eupelmus eustichus är en stekelart som beskrevs av Perkins 1910. Eupelmus eustichus ingår i släktet Eupelmus och familjen hoppglanssteklar. Inga underarter finns listade i Catalogue of Life.